# شاهین طاهرخانی
شاهین طاهرخانی (زادهٔ ۱۸ دی ۱۳۷۵ در تاکستان (قزوین)) بازیکن فوتبال اهل ایران است که برای باشگاه فوتبال ذوب‌آهن در لیگ برتر خلیج فارس بازی می‌کند.

## سوابق باشگاهی
همچنین وی سابقه حضور در تیم استقلال تهران، پیکان و نساجی مازندران را دارد.
این بازیکن تاکستانی سابقه حضور در تیم‌های پایه ملی ایران تا امیدها را دارا است.

## افتخارات

### نساجی مازندران
- جام حذفی(۱): ۰۱–۱۴۰۰

## آمار حرفه‌ای
تا تاریخ ۳۰ ژوئیه ۲۰۲۱
| عملکرد            | عملکرد            | عملکرد            | لیگ      | لیگ      | جام      | جام      | قاره‌ای | قاره‌ای | مجموع | مجموع |
| فصل               | باشگاه            | لیگ               | بازی     | گل       | بازی     | گل       | بازی   | گل     | بازی  | گل    |
| ایران             | ایران             | ایران             | لیگ برتر | لیگ برتر | جام حذفی | جام حذفی | آسیا   | آسیا   | مجموع | مجموع |
| ----------------- | ----------------- | ----------------- | -------- | -------- | -------- | -------- | ------ | ------ | ----- | ----- |
| ۲۰۱۴–۲۰۱۵         | گسترش فولاد       | لیگ برتر          | ۰        | ۰        | ۰        | ۰        | _      | _      | ۰     | ۰     |
| ۲۰۱۵–۲۰۱۶         | گسترش فولاد       | لیگ برتر          | ۰        | ۰        | ۰        | ۰        | _      | _      | ۰     | ۰     |
| مجموع گسترش فولاد | مجموع گسترش فولاد | مجموع گسترش فولاد | ۰        | ۰        | ۰        | ۰        | _      | _      | ۰     | ۰     |
| ۲۰۱۷–۲۰۱۸         | پیکان             | لیگ برتر          | ۲        | ۰        | ۰        | ۰        | _      | _      | ۲     | ۰     |
| مجموع پیکان       | مجموع پیکان       | مجموع پیکان       | ۲        | ۰        | ۰        | ۰        | _      | _      | ۲     | ۰     |
| ۲۰۱۸–۲۰۱۹         | استقلال           | لیگ برتر          | ۰        | ۰        | ۰        | ۰        | ۰      | ۰      | ۰     | ۰     |
| ۲۰۱۹–۲۰۲۰         | استقلال           | لیگ برتر          | ۶        | ۰        | ۰        | ۰        | ۵      | ۰      | ۱۱    | ۰     |
| مجموع استقلال     | مجموع استقلال     | مجموع استقلال     | ۶        | ۰        | ۰        | ۰        | ۵      | ۰      | ۱۱    | ۰     |
| ۲۰۲۰–۲۰۲۱         | پیکان             | لیگ برتر          | ۱        | ۰        | ۰        | ۰        | _      | _      | ۱     | ۰     |
| مجموع پیکان       | مجموع پیکان       | مجموع پیکان       | ۱        | ۰        | ۰        | ۰        | _      | _      | ۱     | ۰     |
| ۲۰۲۰–۲۰۲۱         | نساجی             | لیگ برتر          | ۷        | ۰        | ۰        | ۰        | _      | _      | ۷     | ۰     |
| مجموع نساجی       | مجموع نساجی       | مجموع نساجی       | ۷        | ۰        | ۰        | ۰        | _      | _      | ۷     | ۰     |
| مجموع آمار        | مجموع آمار        | مجموع آمار        | ۱۶       | ۰        | ۰        | ۰        | ۵      | ۰      | ۲۱    | ۰     |